# Longstreet (série télévisée)
Pour les articles homonymes, voir Longstreet.
Longstreet est une série télévisée américaine policière créée par Stirling Silliphant composée d'un téléfilm de 100 minutes diffusé le 23 février 1971, suivi de 23 épisodes de 50 minutes diffusés entre le 16 septembre 1971 et le 2 mars 1972 sur le réseau ABC.
La série est inédite dans tous les pays francophones.

## Synopsis
Nouvelle Orléans, Mike Longstreet est un policier qui à la suite de l'explosion d'une bombe perd sa femme et devient aveugle. Il prend peu à peu de nouveau confiance en lui avec son chien Pax pour reprendre une vie normale. Il devient enquêteur privé pour une compagnie d'assurance.

## Fiche technique
- Titre original : Longstreet
- Créateur : Stirling Silliphant
- Producteurs : Joel Rogosin et Joseph Sargent
- Producteur exécutif : Stirling Silliphant
- Producteur associé : James H. Brown
- Thème musical : Oliver Nelson
- Musique : Oliver Nelson, Benny Golson et Robert Drasnin
- Photographie : Al Francis et Howard Schwartz
- Montage : Fred Baratta, Joseph Dervin, John Sheets, George Jay Nicholson et Buddy Small
- Distribution : Ramsay King
- Création des décors : William L. Campbell et Bill Ross
- Effets spéciaux : Richard Webb
- Costumes : Jerry Alpert et Marilyn Matthews
- Compagnies de production : Paramount Television - Edling Productions - Corsican Productions
- Compagnie de distribution : CBS Paramount International Television
- Pays d'origine :  États-Unis
- Langue : Anglais Mono
- Durée : 23 × 60 minutes + 1 × 100 minutes
- Ratio écran : 1.33:1 plein écran
- Image : Couleurs
- Négatif : 35 mm
- Procédé cinématographique : Sphérique
- Genre : Policier

## Distribution

### Acteurs principaux
- James Franciscus : Mike Longstreet
- Marlyn Mason : Nikki Bell
- Peter Mark Richman : Duke Paige

### Acteurs récurrents
- Ann Doran : Madame Kingston
- Bruce Lee : Li Tsung

## Épisodes
1. Longstreet (pilote)
2. The Way of the Intercepting Fist
3. A World of Perfect Complicity
4. One in the Reality Column
5. So, Who's Fred Hornbeck ?
6. Elegy in Brass
7. Spell Legacy Like Death
8. The Shape of Nightmares
9. The Girl with the Broom
10. Wednesday's Child
11. I See said the Blind Man
12. This Little Piggy Went to Marquette
13. There Was a Crooked Man
14. The Old Team Spirit
15. The Long Way Home
16. Let the Memories Be Happy Ones
17. Survival Times Two
18. Eye of the Storm
19. Please Leave the Wreck for Others to Enjoy
20. Anatomy of a Mayday
21. Sad Songs and Other Conversations
22. Field of Honor
23. Through Shattering Glass
24. The Sound of Money Talking